# امیرکیاسر
امیرکیاسر روستایی در ۳ کیلومتری کیاشهر می‌باشد و منبع درآمد مردم از راه کشاورزی و ماهیگیری است.
یکی از مرغوب‌ترین برنج کشور در این منطقه وجود دارد و همچنین خاویار کیاشهر از معروفیت جهانی برخوردار است و ترف در این روستا کشت می‌شود.
مسیرهای ورودی به داخل روستای امیرکیاسر:
از مشرق لب دریا، از مغرب بندرکیاشهر
روستای امیرکیاسر در تقسیمات جدید سال ۱۴۰۰ به بخش شهری بندرکیاشهر اضافه شده و هم اکنون جزو منطقه بالای شهر بخش بندر کیاشهر محسوب میشود.لازم به ذکر است بخش بندر کیاشهر در شرف تبدیل شدن به شهرستان میباشد.